# 永樂町 (臺北市)
永樂町，為臺灣日治時期臺北市之行政區，共分一～五丁目，在港町之東，大橋町之南，大稻埕商區的一部分。該町似因永和街與長樂街而得名。戰後劃入延平區，範圍約為今臺北市大同區之迪化街一段與甘谷街等區段，迪化街在當時名為「永樂町通」。永樂公學校名為永樂，其實是在東鄰的太平町。

## 町內設施
- 和蘭(荷蘭)領事館（一丁目）
- 永樂町郵便局（二丁目，1904年開局 ，現台北迪化街郵局）[1][2][3][4]
- 永樂町市場（二丁目，現永樂市場）[5][6]
- 永樂座（二丁目）
- 大稻埕霞海城隍廟（三丁目）
- 永樂町派出所（五丁目）